# Henri Aniol
Henri Aniol (né le 18 novembre 1958 à Auchel (Pas-de-Calais)) est un footballeur français qui a notamment joué au FC Nantes. Il évoluait au poste d'ailier gauche.

## Biographie
Henri Aniol (1,63 m pour 62 kg) est un joueur de football d'origine polonaise.
Il commence le football à Marles-les-Mines (Pas-de-Calais) puis à l'US Auchel, villes de l'ancien bassin minier du Pas-de-Calais (qui avaient accueilli dès 1920 les mineurs polonais).
Il évoluait au poste d'ailier gauche.
Il commence sa carrière professionnelle au FC Nantes en 1978, et la termine au Red Star en 1989.
Durant sa période nantaise, il est barré à son poste par Loïc Amisse. Il est tout de même sacré champion de France en 1980, saison durant laquelle il ne joue qu'un seul match.
Perturbé par une blessure au genou, il préfère par la suite jouer à un niveau inférieur, principalement en D2, à Cannes puis au Red Star.
Ensuite, il joue et est entraîneur au club AFC Guist'hau à Nantes.Son premier adjoint est Jean-Marc Folgoas dit "Aldo".

## Carrière
- 1978 (avr. à oct.) : FC Nantes
- 1978 (oct.)-1979 (nov.) : Paris FC (prêt)
- 1979 (nov.)-1980 : FC Nantes
- 1980-1982 : AS Cannes
- 1982-1989 : Red Star
- devient par la suite entraîneur au FC Nantes[1]
- 2023-2024 entraîneur du Paris Saint Germain

## Palmarès
- Champion de France en 1980 avec le FC Nantes